# Азербайджано-чилийские отношения
Азербайджано-чилийские отношения — двусторонние отношения между Азербайджанской Республикой и Республикой Чили в политической, социально-экономической, культурной и др. сферах.
Осуществляется сотрудничество в таких сферах, как информационно-коммуникационные технологии (ИКТ), сельское хозяйство, виноделие, нефть и газ, наука и технологии, торговля, образование, туризм, энергетика, транспорт и т. д.

## Дипломатические отношения
Дипломатические отношения между Азербайджаном и Чили впервые были установлены 3 ноября 1994 года.
Начиная с 2014 года Азербайджан имеет своё представительство в городе Сантьяго (Чили). Чили имеет своё посольство в городе Баку с 2018 года.
Чрезвычайным послом Азербайджана в Чили является Рашад Асланов. Представителем Чили в Азербайджане является Габриэль Хара.
В ноябре 2018 года Президентом Азербайджана Ильхамом Алиевым был подписан Указ об утверждении Меморандума взаимопонимания о политических консультациях между Министерством иностранных дел Азербайджана и Министерством иностранных дел Чили, подписанного 13 сентября 2018 года в Сантьяго.
Договорно-правовая база: между Азербайджаном и Чили подписано 2 документа.

## Официальные визиты
Министры иностранных дел Азербайджана наносили официальные визиты в Чили в 2005, 2018 и 2019 годах.

## Межпарламентские связи
10 августа 2012 года в Национальном Конгрессе Чили была учреждена межпарламентская группа дружбы Чили-Азербайджан.
4-5 октября 2012 года члены межпарламентской группы дружбы Чили-Азербайджан нанесли рабочий визит в Азербайджан.
В Милли Меджлисе Азербайджана функционирует азербайджано-чилийская группа дружбы по межпарламентским связям. Руководителем данной группы является Азер Бадамов.
12-13 марта 2015 года члены межпарламентской рабочей группы Азербайджан-Чили, действующей в Милли Меджлисе (Парламенте) Азербайджана нанесли официальный визит в Чили.
В сентябре 2016 года состоялась встреча министра иностранных дел Азербайджана Эльмара Мамедъярова с председателем группы дружбы с Азербайджаном в Сенате Чили Иваном Барросом Морейра.

## Экономическое сотрудничество
Торговый оборот (в млн долларов США)
| Годы | Товарооборот | Импорт | Экспорт |
| 2014 | 1163.2       | 1163.2 |         |
| 2015 | 1655.8       | 1655.8 |         |
| 2016 | 3448.8       | 3448.8 |         |
| 2017 | 2377.1       | 2377.1 |         |
| 2018 | 3242,3       | 2973.3 | 269,02  |

Основа экспорта из Азербайджана: ковры, текстильная продукция, механические устройства и их запчасти.
Основа экспорта из Чили: замороженные морепродукты, консервированные фрукты, химическая продукция.
Планируется сотрудничество Государственной Нефтяной Компании Азербайджана (SOCAR) с чилийскими нефтяными компаниями.

## Туризм
В сентябре 2019 года была проведена встреча вице-министра иностранных дел Азербайджана Халафа Халафова с заместителем министра иностранных дел Чили Каролиной Валдивией. В рамках встречи было заключено соглашение об отмене визового режима для обладателей дипломатических, служебных и официальных паспортов.

## Международное сотрудничество
На международной арене сотрудничество между двумя государствами осуществляется в рамках различных международных организаций: Движение неприсоединения, Тихоокеанский альянс и др.